# 約翰·雷西格
約翰·雷西格（英語：John Resig，1984年5月8日—）是美國男性軟體工程師，為用於簡化網頁程式語言JavaScript編寫流程的JavaScript函式庫「jQuery」之創建者。

## 經歷
在就讀羅徹斯特理工學院期間，雷西格主修有關電腦科學的領域課程，並曾實作過關於網路數據的資料探勘、或是有關即時線上協作方面的研究。
2006年雷西格則設計出可簡化JavaScript開發流程方法的應用函式庫「jQuery」，此成果後續讓雷西格在2010年4月間被母校羅徹斯特理工學院入選為對於資訊技術革新有功的人物。而在jQuery方面的設計以外，雷西格也陸續投入Processing.js、EnvJS、TestSwarm、Sizzle、FUEL等與JavaScript應用相關的專案。
雷西格除先後曾於Mozilla公司擔任JavaScript方面使用工具的開發、以及在可汗學院負責應用程式設計外，亦多次出席擔任網際網路公司Google或雅虎所舉辦活動的演講者、和參與西南偏南等網路會議相關活動，並有訪問學者的身份在日本立命館大學涉獵有關浮世繪方面事物。

## 個人著書
- 精通Javascript（Pro Javascript Techniques，2006年）ISBN 978-1-590-59727-9
- JavaScript忍者的秘密（Secrets of the JavaScript Ninja，2012年、與Bear Bibeault合著）ISBN 978-1-933-98869-6

## 外部連結
- 約翰·雷西格的個人部落格 （页面存档备份，存于）（英文）
- 約翰·雷西格的X（前Twitter）